# Hieracium hintonii
Hieracium hintonii es una especie de planta con flor del género Hieracium, de la familia Asteraceae, orden Asterales.

## Distribución
Hieracium hintonii se distribuye por México.

## Taxonomía
Fue descrita científicamente por Beaman ex R. Mc Vaugh.
Tratamiento taxonómico
La especie aparece registrada y publicada en Fl. Novo-Galiciana.